# DQF-MQM
Dynamic Quality Framework/Multidimensional Quality Metrics (DQF-MQM) — экспертная система оценки (метрика) показателей качества перевода.

## История проекта
Разработанная  и DFKI в 2014 году, изначально данная метрика представляла собой два независимых проекта: англ. Dynamic Quality Framework (DQF), разрабатываемый ассоциацией TAUS и англ. Multidimensional Quality Metrics (MQM), создаваемый DFKI в рамках проекта QTLaunchPad, финансируемого ЕС. В 2014 году было принято решение объединить два проекта, чтобы упростить применение метрики поставщиками переводческих услуг.

## Описание метрики
Метрика представляет собой многоуровневую типологию ошибок, где наиболее наиболее обобщённые типы относятся к первому уровню, а наиболее специфицированные — к четвёртому. Так к первому уровню метрики относятся такие типы ошибок как Accuracy (Точность), Fluency (Естественность), Terminology (Терминология), Locale convention (Нарушение традиции написания текстов), Verity (Достоверность), Design (Дизайн), Internationalisation (Интернационализация) и Other (Другое).
Каждой ошибке присваивается степень критичности:
- Critical (критическая) — ошибка в переводе может привести к серьёзным последствиям (поломка устройства, угроза имиджу компании, нарушение законодательства). Наличие такой ошибки делает перевод непригодным.
- Major (серьёзная) — ошибка значительным образом затрудняет восприятие текста.
- Minor (незначительная) — ошибка незначительным образом затрудняет восприятие текста.
- Neutral (нулевая) — текст не содержит ошибку, но на обозначенный фрагмент стоит обратить особое внимание.

Стандартные значения штрафов для данный степеней 100, 10, 1 и 0 соответственно, однако рецензент вправе изменять их в случае необходимости. Далее производится расчёт индекса качества перевода по формуле Q = 1 - (P/C), где 
- Q - индекс качества перевода;
- P - суммарный штраф за все ошибки всех типов;
- C - количество слов в тексте.

## Дальнейшее развитие
Начиная с 2015 года, продолжается развитие «гармонизированной метрики» в рамках программы Евросоюза «Качество перевода 21».